# Ruhr (flod)

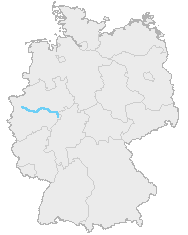
Ruhrs läge i västra Tyskland

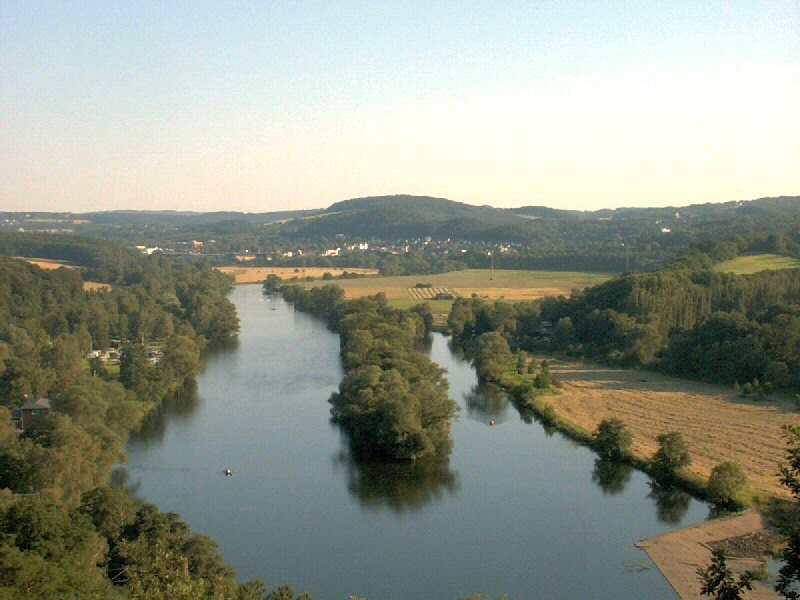
Ruhr i närheten av Witten i Nordrhein-Westfalen

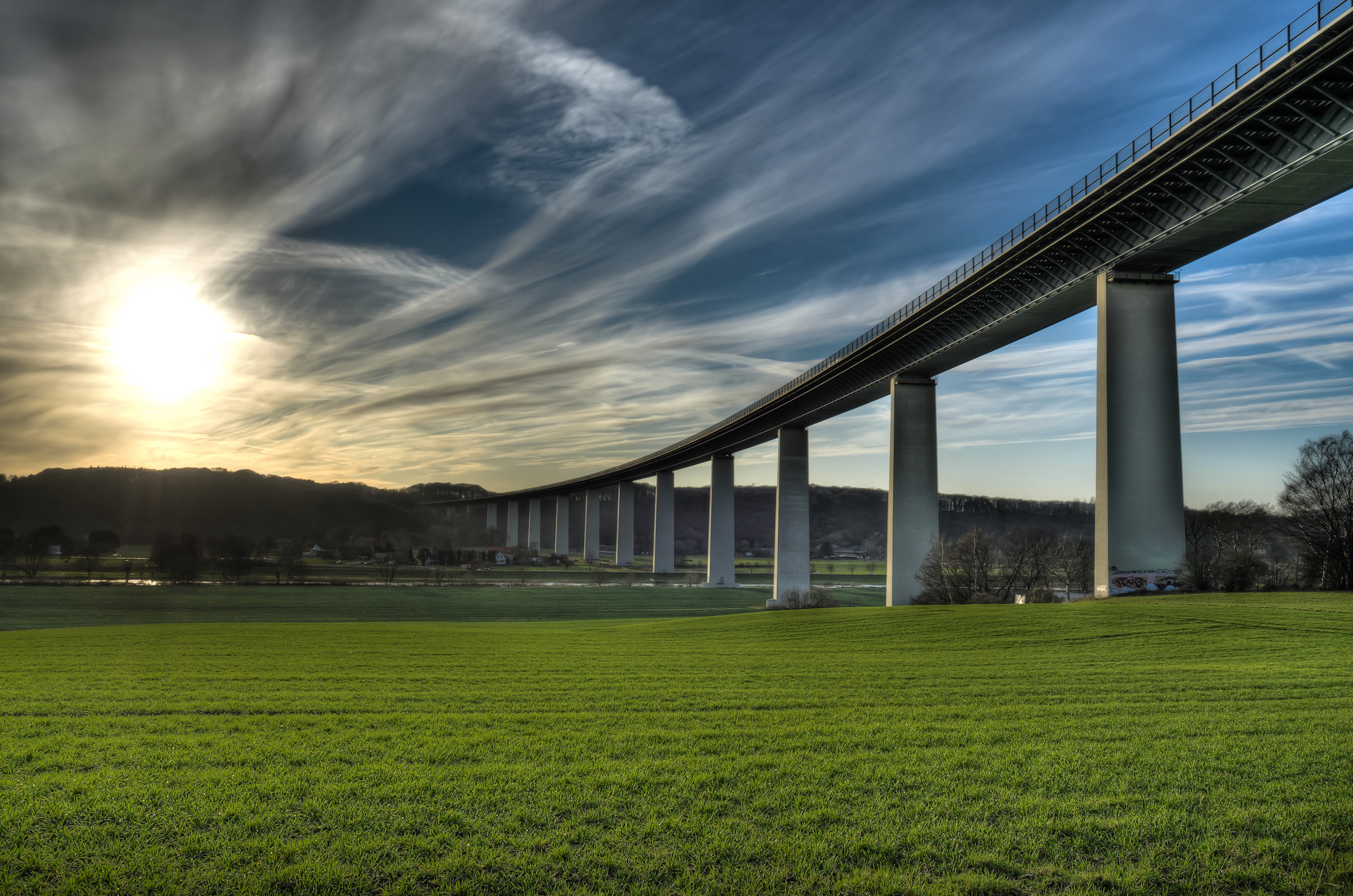
Motorvägen A52 passerar över Ruhrdalen vid Mintard utanför Mülheim.

Ruhr är en flod i Tyskland. Den har gett namn till Ruhrområdet. Floden är 219 km lång och har ett avrinningsområde på 4 485 km². Den rinner västerut och mynnar i Rhen vid Duisburg.